# Hans-Joachim Marseille
Hans-Joachim Marseille, nemški vojaški pilot in letalski as, * 13. december 1919, † 30. september 1942.
Marseille je bil najuspešnejši letalski as v boju s britanskimi enotami in njihovimi zavezniki iz Commonwealtha v času druge svetovne vojne. Po številu zmag je daleč najboljši v severnoafriški kampanji, saj jih je v njej dosegel kar 151 od skupno 158 vseh svojih. Velja tudi za enega redkih, ki ni bil nikoli premagan v boju - smrt ga je doletela v letalski nesreči. Imel je tudi izredno oster vid (oksipija).

## Napredovanja
- Flieger - 7. november 1938 ( pilotska značka )
- Fahnenjunker - 13. marec 1939
- Fahnenjunker-Gefreiter - 1. maj 1939
- Fahnenjunker-Unteroffizier - 1. julij 1939
- Fähnrich - 1. november 1939
- Oberfähnrich - 1. marec 1941
- poročnik - 1. julij 1941
- nadporočnik - april 1942
- stotnik - 3. september 1942

## Odlikovanja
- viteški križ železnega križa (22. februar 1942)
- viteški križ železnega križa s hrastovimi listi (97., 6. junij 1942)
- viteški križ železnega križa s hrastovimi listi in meči (12., 18. junij 1942)
- viteški križ železnega križa s hrastovimi listi, meči in diamanti (4., 3. september 1942)
- nemški križ v zlatu
- 1939 železni križec II. razreda (september 1940)
- 1939 železni križec I. razreda (jesen 1940)
- Frontflugspange für Jäger in Gold mit Anhänger Einsatzzahl 300
- italijanska Medaglia d' Oro v zlatu
- Flugzeugführer- und Beobachterabzeichen in Gold mit Brillanten
- Sechsmalige Nennung im Wehrmachtsbericht
- Ärmelband Afrika
- Italienisches Fliegerabzeichen
- Ehrenpokal der Luftwaffe
- Ehrendolch des Heeres